# باري ويلكوكس
باري ويلكوكس هو لاعب هوكي الجليد كندي، ولد في 23 أبريل 1948 في نيو ويستمينيستر في كندا.

## وصلات خارجية
- باري ويلكوكس على موقع دوري الهوكي الوطني (الإنجليزية)
- باري ويلكوكس على موقع EliteProspects.com (الإنجليزية)
- باري ويلكوكس على موقع HockeyDB.com (الإنجليزية)
- باري ويلكوكس على موقع Hockey-Reference.com (الإنجليزية)